# Coelostomidiidae
Coelostomidiidae (лат.) — семейство полужесткокрылых насекомых-кокцид. Включает 5 родов.

## Распространение
Австралия, Новая Зеландия, Мексика, Центральная и Южная Америка.

## Описание
Мелкие червецы и щитовки овальной формы. Взрослые самки обычно ярко окрашены, красные или оранжевые. Ноги могут быть полностью развиты или редуцированы. Имеют 7 пар брюшных дыхалец (реже 6). Четыре личиночных возраста у самок и пять у самцов. Усики самок Coelostomidia состоят из 11 члеников, у Ultracoelostoma — из 5—7. Питаются соками деревьев и кустарников.

## Систематика
5 родов. Ранее включались в состав семейства гигантские и карминоносные червецы (Margarodidae). В качестве отдельного семейства впервые упомянуто в 1974 году (Koteja, 1974).
- Coelostomidia Cockerell, 1900 (6 видов)
  - Coelostomidia deboerae
  - Coelostomidia jenniferae
  - Coelostomidia montana
  - Coelostomidia pilosa
  - Coelostomidia wairoensis
  - Coelostomidia zealandica
- Cryptokermes Hempel, 1900 (3)
  - Cryptokermes brasiliensis
  - Cryptokermes mexicanus
  - Cryptokermes mimosae
- Mimosicerya Morrison, 1928 (1)
  - Mimosicerya hempeli
- Paracoelostoma Morrison, 1927 (1)
  - Paracoelostoma peruviana Morrison, 1927
- Ultracoelostoma Morrison, Morrison, 1922 (3)
  - Ultracoelostoma assimile
  - Ultracoelostoma brittini
  - Ultracoelostoma dracophylli